# Guo Weiyang
Dans ce nom chinois, le nom de famille, Guo, précède le nom personnel.
Guo Weiyang (né le 1er février 1988 dans la province du Yunnan) est un gymnaste artistique chinois.

## Carrière
Il remporte son premier titre international aux Jeux olympiques d'été de 2012 à Londres la médaille d'or du concours général par équipes avec Chen Yibing, Feng Zhe, Zhang Chenglong et Zou Kai.

## Palmarès

### Jeux olympiques
- Londres 2012
  -  médaille d'or par équipes.